# مثلثة
المثلثة هي الكلمة التي يحتمل حرفها الأول [الفاء] إحدى الحركات الثلاث أي الفتحة والضمة والكسرة؛ كالوجنة والأجنة، وهما بمعنى، فيجوز أن تفتح الفاء فيهما وأن تضم وأن تكسر.
تقال كذلك للكلمات التي تتباين في المعنى بحسب حركة حرفها الأول، مثل مثلثات قطرب. فالاشتراك في المثلثة بين هذين المعنيين هو كالاشتراك القائم في كلمة الضد فلها معنيان أحدهما تقابل والآخر اشتراك في اللفظ وتقابل في المعنى وتسمى ألفاظه أضدادا.